# The Breakup Song (They Don’t Write ’Em)
The Breakup Song (They Don’t Write ’Em) – piosenka rockowa zespołu The Greg Kihn Band, wydana w 1981 roku jako singel promujący album Rockihnroll.

## Charakterystyka
W piosence wykorzystano sample z utworu „Elevation” grupy Television. W warstwie tekstowej piosenka celebruje jakość dawnych piosenek o rozpadzie związku. Podmiot liryczny narzeka zarówno z uwagi na rozpad własnego związku, jak i fakt, iż muzycy obecnie nie tworzą już dobrych utworów na ten temat.

## Odbiór i covery
Był to pierwszy hit zespołu The Greg Kihn Band. Piosenka zajęła 15. miejsce na liście Hot 100. Była notowana także na 33. miejscu w Nowej Zelandii.
Utwór był coverowany w 2011 roku przez Eddy'ego McManusa oraz w 2022 roku przez 8 Bit Arcade. Sample z niego w 2008 roku wykorzystał Yelawolf w utworze „Gone”.